# Замойські

Родовий герб Єліта

Графський герб Єліта

Замо́йські (пол. Zamoyscy) — могутній польський магнатський рід, представники якого грали важливу роль в політиці Королівства Польського та Речі Посполитої у XVI—XVII століттях.

## гербуЄліта

### Походження та становлення
Рід Замойських походив із Ленчицького воєводства, осів на Холмщині. Мав маєтки у Замості. У XVII столітті представники цього роду стали магнатами, отримали графський титул.
За Каспером Несецьким, першим до Галичини перенісся Томаш з Лазніна, де придбав у Єнджея Пива (пол. Jędrzej Piwo) Старе Замостя.
Найвідомішим представником династії був Ян Саріуш Замойський) — великий канцлер і великий гетьман коронний Речі Посполитої. Народився у 1542 р. у селі Скоківка (тепер Польща, яке викупив у Островських Михайло (Міхал) Замойський). Пізніше перетворилося у місто Замостя і стало колискою роду Замойських.
Його хрестили у місцевій церкві Вознесіння Господнього як Івана. До 1580 р. ця сільська церква була єдиною культовою спорудою в усій місцевості, тому що руська шляхта цього тоді суцільно руського регіону масово переходила в аріанство, повиганявши всіх ксьондзів і позакривавши всі костели в окрузі. Цей період був унікальним на Люблінщині, коли там не залишилося жодного костелу.

## Генеалогія

### Старша (канцлерська) лінія
- Флоріан
  - Миколай (1472—1532) — займав різні державні посади у Малій Польщі.
  - Фелікс (?—1535) — підкоморій холмський
    - Флоріан (?—1591) — підчашний холмський (1574), хорунжий холмський (1582)
    - Станіслав (1519—1572) — каштелян холмський (1566), гетьман надворний коронний; перша дружина — Анна Гербурт, друга — Анна Оріховська
      - Ян Саріуш  (1542—1605) — канцлер і великий гетьман коронний, найвідоміший представник родини Замойських, перший Ординат Замостя, дружина — Гризельда Баторі, сестра польського короля Стефана Баторія.
        - Томаш (1594—1638) — великий канцлер коронний (1635—1638)
        - Ядвіга (1573—1609)
          - Ян Собіпан (1627—1665) — київський воєвода
          - Гризельда (1632—1672) — дружина князя Яреми Вишневецького
          - Йоанна Барбара (1626—1653) — дружина Александера Конецпольського

### Молодша лінія
- Мацей
  - Ян
    - Шимон
    - Ян
      - Вацлав Ян — холмський хорунжий, каштелян львівський (1632 р.). 1637 р. одружився з Софією з Бубіна Пшончанкою (Zofia z Babina Pszonczanka). Відомо, що у нього було троє дітей: Анна, Стефан (пом. 1682 р.), Флоріан (1611 р. — 1638 р.). Володар Винник 1631–1650 рр. Помер В. Замойський у 1650 р.[2]
        - Анна — дружина галицького каштеляна Александера Цетнера
        - Стефан — володар Винників 1650—1682 рр. Київський каштелян (1662 р.) (1655 р. брав участь в обороні Ченстаховського монастиря від шведів; 1662 p. одружується з Доротою Лешчковською (Leszczkowska) (пом. 1695 р., або 1696 р.); помер у 1682 р.). Мав дві дочки.[2]

      - Ян (?—1619) — холмський каштелян
        - Здзіслав Ян (пом. 1670)
          - Маріанна (пом. 1668) — дружина коронного гетьмана Дмитра Юрія Вишневецького
          - Марцін (1637—1689) — каштелян львівський, воєвода брацлавський, подільський та люблінський
            - Маріанна Тереза (1686—18 лютого 1751) — дружина коронного конюшого Юрія Станіслава Дідушицького
            - Міхал Здзіслав (1679—1735)
              - Анджей Геронім (1717—1792)
                - Станіслав Костка (1775—1856) — граф, президент Тимчасового уряду Галичини 1809 року[3].
                  - Костянтин Замойський (1799—1866)

                - Александр Август (1770—1800)

              - Ян Якуб (1716—1790)— польський аристократ, державний діяч Речі Посполитої
              - Томаш Антоній (?—1751)
                - Клеменс Юрій (1747—1767)

        - Ян Христозом (?—1655) — католицький луцький та перемиський біскуп.

### гербу Гримала
За Каспером Несецьким, був представлений, зокрема, у Ломжинській землі.
- Ян — ломжинський підчаший
  - Ян — львівський латинський архієпископ у 1604—1614 роках
  - Станіслав — брат архієпископа, ломжинський хорунжий